# Anale fase
De anale fase is, volgens Freud, de tweede fase in de psychoseksuele ontwikkeling en duurt van ongeveer 15 maanden tot 3 jaar. Het overlapt dus gedeeltelijk met de orale fase. Rond deze leeftijd (2 jaar, maar dit verschilt ook per cultuur) begint ongeveer de zindelijkheidstraining, wat betekent dat het kind gefascineerd raakt door de erogene zone van de anus. Dit stadium valt samen met het begin van het vermogen om de sluitspier te beheersen.
De anale fase vormt een conflict met het Es, het Ich (ego) en het Über-ich (superego). Dit conflict wordt het kind aangeboden door de eisen van de ouders. Het is dus eigenlijk een conflict tussen het Es, Ich, Über-ich en de eisen van de ouders. Dit conflict kan rustig en ontraumatisch verlopen, maar ook heel intens en onstuimig. Dit hangt af van de reactie van de ouders. Een succesvolle voltooiing van deze fase hangt dus af van hoe de ouders op het kind reageren tijdens de zindelijkheidstraining. Wordt het kind beloond en geprezen voor het correct gebruiken van het toilet, dan doorloopt het kind dit stadium vaak zonder problemen. Echter, wordt het kind belachelijk gemaakt of gestraft, dan kan het op een negatieve manier reageren. Het kan op de harde eisen reageren door, bijvoorbeeld, te weigeren naar het toilet te gaan of te kwader trouw zijn of haar behoefte te doen. Dit gedrag kan leiden tot een volwassen karakter dat anale activiteiten uit de weg probeert te gaan; een anaal wegjagend karakter. Deze mensen karakteriseren zichzelf als ongeordend, rommelig, roekeloos, nalatig en opstandig. Wordt de tactiek van het kind verwend, dan kan het leiden tot een zogenaamd anaal vasthoudend karakter. Dit is het tegenovergestelde van een anaal wegjagend karakter en wil zeggen dat het kind plezier ontleent aan het inhouden van zijn of haar ontlasting.
De ideale oplossing is als een kind zich probeert aan te passen en de ouders zich matigen. Het kind leert dan geleidelijk het belang van zindelijkheid en orde, wat vaak leidt tot een beheerste volwassene. Een kind dat deze fase goed doorloopt zal succesvol overgaan op de volgende fase in Freuds psychoseksuele ontwikkeling: de fallische fase.
Deze fase lijkt voornamelijk te gaan over de zindelijkheidstraining, maar gaat ook over het beheersen van gedrag en driften. Een kind moet bepaalde grenzen ontdekken tijdens deze fase, zodat er in de toekomst geen strijd is wat betreft het overschrijden van die grenzen. Terwijl het fysieke vermogen de sluitspier te beheersen beter wordt, verschuift de aandacht van het kind van de orale zone naar de anale zone. Deze verandering verschaft meer uitwegen voor libidineuze bevrediging en verschaft de opkomende agressieve drift.
Het concept van fixatie duikt hier ook op. Te veel bevrediging in dit stadium kan leiden tot de ontwikkeling van een extreem royale, ongeordende persoonlijkheid. Zonder bevrediging kan het individu juist zeer geordend en georganiseerd worden.

## Gerelateerde onderwerpen
- Psychoanalyse
- Psychologie